# GX Porto
GX Porto, pełna nazwa Grupo de Xadrez do Porto – klub szachowy z siedzibą w Porto, mistrz Portugalii z 1953 roku.

## Historia
Klub został założony 6 maja 1940 roku. W 1953 roku zdobył tytuł mistrza Portugalii. Rok później klub zajął trzecie miejsce w mistrzostwach kraju. W latach 60. trzykrotnie (1965, 1967, 1969) uzyskano wicemistrzostwo. Ponadto w późniejszych latach pięciokrotnie (1971, 1977, 1997, 2017, 2018) szachiści klubu zdobyli brązowy medal. W sezonie 2023/2024 klub występował w Segunda Divisão.
Klub posiada własną bibliotekę, liczącą około 900 woluminów.